# Comité de vigilancia

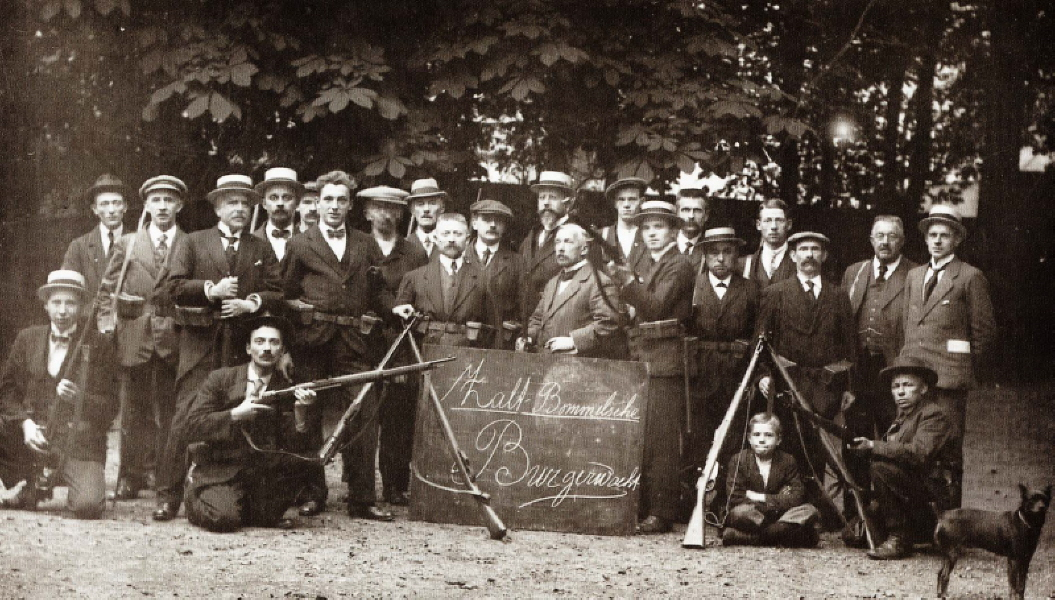
Grupo de guardias holandeses

Los comités de vigilancia, en los Estados Unidos, eran organizaciones civiles que ejercían la justicia por sus propias manos.  Estos grupos predominaron en el territorio oeste del país a mediados del siglo XIX, y en ocasiones se constituían aún antes del arribo de los representantes de la ley; o debido a que la presencia de la autoridad era considerada insuficiente. Una de las sanciones más comunes consistía en el linchamiento del culpable, así como el ostracismo, ahorcamiento o el castigo físico. Sus miembros fueron conocidos como "vigilantes". 
A pesar de que estos grupos contaban con cierto apoyo en las comunidades donde se organizaban, en muchos casos se fortalecieron hasta el punto de ejercer un poder desmedido y ser conformados por simples matones. Una de las primeras agrupaciones de este tipo fueron los vigilantes de la ciudad de San Francisco creada el año de 1851. Entre otras asociaciones relevantes se incluían los Montana Vigilantes (1863 – 1864), Bald Knobbers (1883 - 1889), Dodge City Vigilantes (1873) y Tin Hat Brigade (1874 - 1878).